# Bo Cavefors bokförlag
Bo Cavefors bokförlag var ett svenskt bokförlag, grundat 1959 i Lund av Bo Cavefors och verksamt fram till 1982.

## Historik
Cavefors startade förlaget som 23-åring efter att ha fått ärva en större summa pengar. Pengarna från arvet gjorde att förlaget kunde profilera sig genom att ge ut litteratur som ansågs smal och svårsåld, vilket ledde till att det snabbt blev uppmärksammat i media och runtom i kultursfären. Cavefors var bland annat tidig med att ge ut skrifter av flera politiska tänkare och filosofer som skulle komma att bli viktiga inom det sena 1960-talets vänstervåg, däribland Louis Althusser, Michel Foucault, Antonio Gramsci, Mao Zedong och Karl Marx, men publicerade också verk av den konservative filosofen Ernst Jünger och den svenske fascisten Per Engdahl. 1965 lanserades en pocketserie, BOC-serien, vilken blev en viktig tillgång i 1960-talets så kallade pocketboom. Förlaget introducerade även afrikanska författare, som Wole Soyinka och Ngũgĩ wa Thiong'o, för den svenska läsekretsen, och efter hand blev förlaget välkänt med en allt bredare utgivning. 
Förlaget var flera gånger inblandat i kontroverser, bland annat då man 1977 utgav boken RAF: Texter, en antologi med texter skrivna av aktivister inom den västtyska terrorgruppen Röda armé-fraktionen.
Omkring 1979 inleddes vad som ofta setts som dödsstöten mot förlaget, i samband med den så kallade Caveforsaffären. Cavefors hade tidigare vunnit en upphandling från Kulturrådet om att ge ut August Strindbergs samlade verk i nyutgåva. Under förberedelsearbetet av utgivningen drogs dock beslutet tillbaka, officiellt på grund av brister i upphandlingsförfarandet. Tillbakadragandet skapade debatt, där Cavefors försvarare menade att det var förlagets kontroversiella utgivningar som var den egentliga orsaken. Snart tillkom även anklagelser om ekobrott, vilket ledde till tre husundersökningar mot Cavefors samt att han sattes i häkte under nio dygn. Cavefors frikändes sedermera på 11 av 12 åtalspunkter av Lunds tingsrätt. Förlaget lyckades dock aldrig hämta sig efter turerna kring affären, och försattes 1982 i konkurs. Cavefors bosatte sig därefter i Schweiz, där han fortsatte sin förläggarverksamhet fram till 1985.
Bo Cavefors bokförlag blev 2018 föremål för en doktorsavhandling, Cavefors: Förlagsprofil och mediala mytbilder i det svenska litteratursamhället 1959–1982, skriven av bokhistorikern Ragni Svensson vid Lunds universitet. Samma år utkom även boken BOC – en bok om Bo Cavefors bokförlag, innehållande ett flertal intervjuer genomförda av Jonas Ellerström samt andra texter och en komplett bibliografi över förlagets utgivningar.

## Utgivna titlar i urval
- 1959 – Ezra Pound: ABC för läsare
- 1959 – Ezra Pound: Cantos I–XVII
- 1960 – Jacques Prévert: Behagliga och obehagliga dikter
- 1961 – Stig Claesson: Från nya världen
- 1961 – Ezra Pound: Cantos XVIII–XXX
- 1962 – Stig Claesson: Supportern
- 1964 – Lu Hsun: Den sanna historien om Ah Q och andra berättelser
- 1965 – Peter Weiss: Jean Paul Marat förföljd och mördad så som det framställs av patienterna på hospitalet Charenton under ledning av herr de Sade
- 1965 – Mao Tse-tung: Militärpolitiska skrifter I & II
- 1966 – Roland Barthes: Litteraturens nollpunkt
- 1966 – Hermann Broch: Vergilii död
- 1967 – Roland Barthes: Kritiska essäer
- 1967 – Antonio Gramsci: En kollektiv intellektuell
- 1967 – Josef Stalin: Teori och praktik
- 1968 – Louis Althusser: För Marx
- 1968 – Ronny Ambjörnsson, Aant Elzinga och Anna Törngren: Tradition och revolution
- 1968 – Georg Lukács: Historia och klassmedvetande
- 1969 – Louis Althusser: Lenin och filosofin
- 1969 – Roland Barthes: Mytologier
- 1969 – Walter Benjamin: Bild och dialektik
- 1970 – Vladimir Lenin: Lenins kamp mot "ekonomisterna"
- 1970 – Karl Marx: Om förkapitalistiska produktionssätt
- 1970 – Friedrich Nietzsche: Sålunda talade Zarathustra; Sju ensamheter
- 1970 – Ferdinand de Saussure: Kurs i allmän lingvistik
- 1971 – Alain Badiou: Begreppet modell
- 1971 – Umberto Eco: Den frånvarande strukturen
- 1972 – Michel Foucault: Vetandets arkeologi
- 1975 – Karl Marx och Friedrich Engels: Ekonomiska skrifter i urval
- 1975 – Sembène Ousmane: O land, mitt vackra folk!
- 1975 – Wole Soyinka: Röster ur förändringen
- 1976 – Ernst Jünger: På marmorklipporna
- 1978 – William S. Burroughs: Den nakna lunchen
- 1978 – Karl Marx och Friedrich Engels: Filosofiska skrifter i urval
- 1979 – Pier Paolo Pasolini: Vittnet: Kulturpolitiska och filmteoretiska essäer
- 1981 – Ngũgĩ wa Thiong'o: En blomma av blod